# Christian Eigler
Christian Eigler  (ur. 1 stycznia 1984 w Roth) – niemiecki piłkarz, środkowy napastnik, występujący w pierwszoligowym zespole 1. FC Nürnberg.
Eigler profesjonalną karierę rozpoczął w SpVgg Greuther Fürth. W barwach tego klubu grał tylko w 2. Bundeslidze. W sezonie 2005/2006 został królem strzelców tej ligi. W czerwcu 2006 za sumę jednego miliona euro dołączył do Arminii Bielefeld. W 2008 został zawodnikiem 1. FC Nürnberg.

## Kariera reprezentacyjna
Eigler rozegrał 1 spotkań i zdobył jedną bramkę w reprezentacji Niemiec U-21.